# Shaykh Hilal
Shaykh Hilal (tiếng Ả Rập: الشيخ هلال) là một ngôi làng Syria nằm ở phó huyện Al-Saan ở huyện Salamiyah, Hama. Theo Cục Thống kê Trung ương Syria (CBS), Shaykh Hilal có dân số 834 trong cuộc điều tra dân số năm 2004. Cư dân của nó chủ yếu là người Ismailis.